# ArenaBowl XXIV
Match précédent Match suivant
L'ArenaBowl XXIV est la 24e édition du championnat de l'Arena Football League (AFL). Les Sharks de Jacksonville, champions de la conférence américaine, battent les champions de la conférence nationale, les Rattlers de l'Arizona, 73 à 70. Il se déroule le 12 août 2011 à l'US Airways Center à Phoenix en Arizona.
L'ArenaBowl est joué sur le site de l'équipe ayant le meilleur classement durant la saison régulière, les Rattlers. Dans une interview accordée à AFL Insider le 9 mai, le commissaire de l'AFL, Jerry Kurz, déclare que jouer l'ArenaBowl XXV en 2012 sur un site neutre est une option solide. Depuis la création de l'AFL en 1987 jusqu'en 2004, l'ArenaBowl s'est joué dans la salle du mieux classé. De 2005 à 2008, il a lieu sur un site neutre, Las Vegas et La Nouvelle-Orléans. En 2010,  revient de nouveau à l'équipe avec le meilleur bilan, l'ArenaBowl XXIII étant joué à la Spokane Veterans Memorial Arena, domicile du Shock de Spokane, qui a remporté le match.
Le match télévisé sur NFL Network. Il s’agit du match de la ligue le plus regardé sur la NFL Network, avec un score de 0,37. Cela représente une hausse de 200% par rapport à la finale précédente. Le précédent record est établi une semaine auparavant lorsque le match du championnat AFL de conférence américaine en 2011 obtient une note de 0,32 entre la Force de la Géorgie et les Sharks de Jacksonville, ces derniers s'imposant 64 et 55.
La ligue a demandé aux fans de concevoir le logo de l’ArenaBowl XXIV lors d’un concours. Le bureau de la ligue a sélectionné quatre finalistes et les fans ont voté en ligne. Le gagnant était Myk Crawford, un fan de Spokane, annoncé le 11 avril 2011.

## Sommaire du match
Le quarterback des Sharks de Jacksonville, Aaron Garcia, effectue la passe la plus importante de ses 17 années de carrière dans l'ArenaBowl XXIV. À deux secondes de la fin du match, les Sharks se sont alignés sur la ligne des 10 verges des Rattlers. En évitant un sack, Garcia lance une passe de 10 yards dans la zone des buts au wide receiver Jeron Harvey. Le score donne à Jacksonville une avance de 73-70, dépassant les Arizona Rattlers et donnant à Garcia son premier titre à 40 ans.
Dans le premier quart temps, les Rattlers prennent l'avance grâce à une course de deux yards d'Odie Armstrong. Jacksonville répond en marquant une minute plus tard. Les deux équipes marquent deux touchdowns au premier quart-temps, mais Jacksonville rate les deux points supplémentaires, plaçant le score à 14-12. Pour commencer le deuxième quart-temps, Jacksonville prend l'avantage pour la première fois après que Jomo Wilson ait récupéré un fumble dans la zone des buts.
Après avoir mené à tour de rôle pendant la majeure partie du quart-temps, à 15 secondes de la fin du temps réglementaire, Jacksonville perd la balle dans le territoire de l'Arizona, ce qui permet aux Rattlers de reprendre l'avantage. Ils terminent la première période avec une avance de 35-32. Une bataille défensive dans le troisième quart-temps donne finalement le ballon aux Rattlers dans la zone rouge, entraînant une réception de touchdown de 9 yards par Odie Armstrong. Jacksonville réplique vers la fin de la  troisième période après avoir marqué un touchdown, mais rate un autre point supplémentaire pour porter le score à 38-42. Le quatrième QT débute avec Armstrong, qui avance comme un bulldozer dans la zone des buts et donne  à l'Arizona un avantage de deux possessions (38-49).
Les Sharks répondent avec un rush de 45 yards pour marquer un touchdown par Simmons. Durant la dernière minute de jeu, chaque équipe inscrit deux touchdowns. Arizona en premier avec une passe de cinq yards à Chris Jackson pour prendre une avance de trois points. Douze secondes plus tard, Jacksonville marque aussi. Arizona marqué un TD de plus, mais Garcia met fin au match par une passe de touchdown de 10 yards sans plus de temps à jouer pour sceller la victoire de Jacksonville.

## Évolution du score
| Temps           | Description des actions                                                            | Score JX-AZ | Score JX-AZ |
| --------------- | ---------------------------------------------------------------------------------- | ----------- | ----------- |
| 1er Quart-temps |                                                                                    |             |             |
| 11:32           | TD de 2 yards à la course par Armstrong (PAT de Witczak)                           |             | 0-7         |
| 10:23           | TD de 41 yards par Wilson suite d'une passe de Garcia (PAT manqué de Capozzoli)    |             | 6-7         |
| 05:32           | TD de 20 yards par Reed suite d'une passe de Davila (PAT de Witczak)               |             | 6-14        |
| 02:45           | TD de 11 yards par Harvey suite d'une passe de Garcia (PAT manqué de Capozzoli)    |             | 12-14       |
| 2e Quart-temps  |                                                                                    |             |             |
| 12:42           | Fumble récupéré dans la zone de buts par Wilson (PAT de Capozzoli)                 |             | 19-14       |
| 07:40           | TD de 4 yards par Jackson suite d'une passe de Davila (PAT de Witczak)             |             | 19-21       |
| 05:17           | TD de 31 yards par Hughley suite d'une passe de Garcia (PAT de Capozzoli)          |             | 26-21       |
| 02:54           | TD de 1 yard à la course par Simmons (conversion de 2 pts manquée par Capozzoli)   |             | 32-21       |
| 00:55           | TD de 18 yards par Jackson suite d'une passe de Davila (PAT de Witczak)            |             | 32-28       |
| 00:12           | TD de 16 yards par Geathers suite d'une passe de Davila (PAT de Witczak)           |             | 32-35       |
| 3e Quart-temps  |                                                                                    |             |             |
| 06:09           | TD de 9 yards par Armstrong suite d'une passe de Davila (PAT de Witczak)           |             | 32-42       |
| 01:56           | TD de 3 yards par Simmons suite d'une passe de Garcia (PAT manqué de Capozzoli)    |             | 38-42       |
| 4e Quart-temps  |                                                                                    |             |             |
| 13:21           | TD de 1 yard à la course par Armstrong (PAT de Witczak)                            |             | 38-49       |
| 09:59           | TD de 7 yards par Simmons suite d'une passe de Garcia (PAT de Capozzoli)           |             | 45-49       |
| 05:22           | TD de 4 yards à la course par Griffin (conversion de 2 pts par Garcia pour Harvey) |             | 53-49       |
| 03:58           | TD de 17 yards par Geathers suite d'une passe de Davila (PAT de Witczak)           |             | 53-56       |
| 01:26           | TD de 45 yards par Harvey suite d'une passe de Garcia (PAT de Capozzoli)           |             | 60-56       |
| 00:52           | TD de 5 yards par Jackson suite d'une passe de Davila (PAT de Witczak)             |             | 60-63       |
| 00:40           | TD de 11 yards par Wilson suite d'une passe de Garcia (PAT de Capozzoli)           |             | 67-63       |
| 00:21           | TD de 12 yards par Reed suite d'une passe de Davila (PAT de Witczak)               |             | 67-70       |
| 00:00           | TD de 10 yards par Harvey suite d'une passe de Garcia (PAT manqué de Capozzoli)    |             | 73-70       |

## Les équipes en présence
| Joueur             | Position      | Université               |
| ------------------ | ------------- | ------------------------ |
| Billy Alford       | WR/DB, DB     | Vanderbilt               |
| Jerry Brown        | LB            | Illinois                 |
| Marco Capozzoli    | K             | Montclair State (NJ)     |
| Richard Clebert    | OL/DL         | South Florida            |
| Kevin Concepcion   | WR/DB         | Buffalo                  |
| Randy Degg         | OL/DL         | Northwood (MI)           |
| Aaron Garcia       | QB            | Sacramento State         |
| Kirby Griffin      | FB/LB         | California (PA)          |
| Jeron Harvey       | WR/DB         | Houston                  |
| Jason Holman       | OL/DL         | Winston-Salem State (NC) |
| Vonnie Holmes      | DB            | San Diego State          |
| Jeff Hughley       | WR            | Averett                  |
| Charlie Hunt       | WR/LB         | Florida State            |
| LaRoche Jackson    | WR/DB         | Clark Atlanta (GA)       |
| Omar Jacobs        | QB            | Bowling Green            |
| Ventrell Jenkins   | OL/DL, DL, DT | Kentucky                 |
| Sale Key           | WR            | Idaho State              |
| Qasim Mitchell     | T-G           | North Carolina A&T       |
| Isaac Morales      | OL            | Wyoming                  |
| Justin Parrish     | WR/LB         | Kent State               |
| Vladimir Richard   | OL            | Tennessee                |
| David Richardson   | DB            | Cal Poly-San Luis Obispo |
| Aaron Robbins      | FB/LB         | Wyoming                  |
| Micheaux Robinson  | DB            | Otterbein College (OH)   |
| Jamarko Simmons    | WR            | Western Michigan         |
| Terrance Smith     | WR/DB         | South Carolina State     |
| Broderick Stewart  | FB/LB         | Vanderbilt               |
| Derrick Summers    | FB/LB, DL     | Toledo                   |
| Richard Washington | DL            | Clark Atlanta (GA)       |
| Bobby Williams     | WR            | North Alabama            |
| Jomo Wilson        | WR            | Eastern Oregon           |

| Joueur           | Position      | Université               |
| ---------------- | ------------- | ------------------------ |
| Odie Armstrong   | FB/LB, FB     | Northwest Oklahoma State |
| John Booker      | OL            | San Jose State           |
| Brennen Carvalho | OL/DL         | Portland State           |
| Devin Clark      | G             | New Mexico               |
| Nick Davila      | QB            | Cincinnati               |
| Steve Edwards    | G-T           | Tennessee St.            |
| Marquis Floyd    | DB            | West Georgia             |
| Nate Forse       | WR            | California (PA)          |
| Glen Fox         | WR/LB         | South Dakota State       |
| Jason Geathers   | WR/LB         | Miami (FL)               |
| Tyre Glasper     | OL/DL         | North Carolina           |
| Virgil Gray      | WR/DB, Dc     | Rhode Island             |
| Kyle Harrington  | OL/DL         | Massachusetts            |
| Trevor Harris    | QB            | Edinboro State (PA)      |
| Trandon Harvey   | WR/DB         | Washington State         |
| Anttaj Hawthorne | DT            | Wisconsin                |
| Vince Hill       | DB            | Miles College (AL)       |
| Chris Jackson    | WR            | California-Riverside     |
| Ron Jones        | OL/DL         | Southern Mississippi     |
| Dwayne Lefall    | OL/DL, DL, LB | Akron                    |
| Kevin McCullough | FB/LB         | Cincinnati               |
| Marcus Pittman   | DL            | Troy State (AL)          |
| Kerry Reed       | WR            | Michigan St.             |
| Fabrizio Scaccia | K             | No college               |
| Joe Schroeder    | K             | Sacred Heart             |
| Riley Swanson    | DB            | Wake Forest              |
| Marcus Tillman   | DL            | Mississippi              |
| Rod Windsor      | WR            | Western New Mexico State |
| Jason Witczak    | K             | Southeast Missouri State |

## Statistiques par équipe
| Données                   | Jacksonville | Arizona |
| ------------------------- | ------------ | ------- |
| 1er Downs                 | 26           | 26      |
| Yards à la course         | 16           | 15      |
| Yards à la passe          | 402          | 338     |
| Fumbles/Perdu             | 3/1          | 3/2     |
| Yards en retour de Fumble | 0            | 0       |
| Pénalités/Yards           | 9/64         | 8/37    |
| Temps de possession       | 33:11        | 26:49   |
| Conversion de 3e Down     | 5/7          | 5/7     |
| Conversion de 4e Down     | 0/2          | 0/1     |